# Дитячий Зодіак (серія монет)
«Дитячий Зодіак» — серія пам'ятних монет, започаткована Національним банком України у 2014 році.

## Перелік
Станом на лютий 2016 року серія налічує 12 срібних монет.
У серію включені такі монети:
| тип             | найменування  | метал  | номінал, гривень | дата введення в обіг |
| --------------- | ------------- | ------ | ---------------- | -------------------- |
| Пам'ятна монета | «Ягнятко»     | срібло | 2                | 20 березня 2014      |
| Пам'ятна монета | «Телятко»     | срібло | 2                | 18 квітня 2014       |
| Пам'ятна монета | «Близнятка»   | срібло | 2                | 20 травня 2014       |
| Пам'ятна монета | «Рачок»       | срібло | 2                | 20 червня 2014       |
| Пам'ятна монета | «Левенятко»   | срібло | 2                | 18 липня 2014        |
| Пам'ятна монета | «Дівчатко»    | срібло | 2                | 18 серпня 2014       |
| Пам'ятна монета | «Водолійчик»  | срібло | 2                | 19 січня 2015        |
| Пам'ятна монета | «Рибки»       | срібло | 2                | 16 лютого 2015       |
| Пам'ятна монета | «Терезки»     | срібло | 2                | 21 вересня 2015      |
| Пам'ятна монета | «Скорпіончик» | срібло | 2                | 22 жовтня 2015       |
| Пам'ятна монета | «Стрільчик»   | срібло | 2                | 19 листопада 2015    |
| Пам'ятна монета | «Козоріжок»   | срібло | 2                | 18 грудня 2015       |

## Срібні монети (реверс)

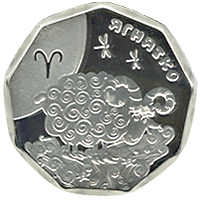
«Ягнятко»
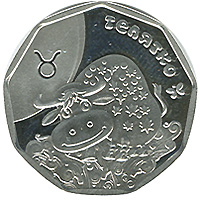
«Телятко»
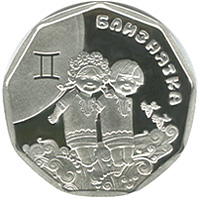
«Близнятка»
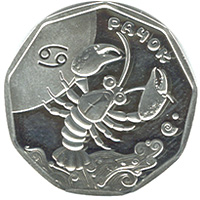
«Рачок»
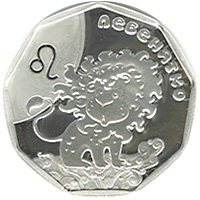
«Левенятко»
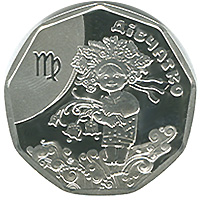
«Дівчатко»
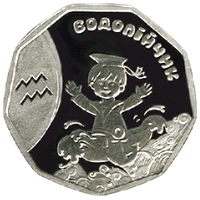
«Водолійчик»
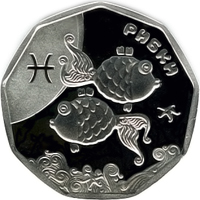
«Рибки»
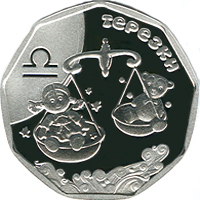
«Терезки»
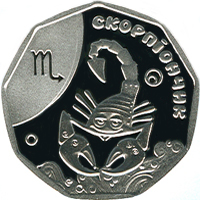
«Скорпіончик»
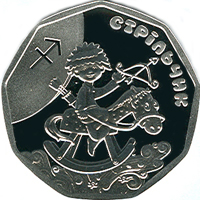
«Стрільчик»
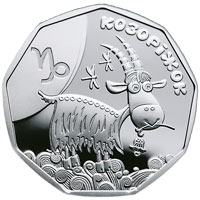
«Козоріжок»